# Il diritto del più forte
Il diritto del più forte (titolo originale Faustrecht der Freiheit) è un film del 1975 di Rainer Werner Fassbinder, interpretato dallo stesso Fassbinder nel ruolo di Fox, da Peter Chatel in quello di Eugen e da Karlheinz Böhm in quello di Max.

## Trama
Franz Bieberkopf, detto Fox, è un ragazzo omosessuale che lavora in un baraccone del luna park di Monaco di Baviera. Dopo l'arresto del proprietario per truffa perde la sua precaria occupazione. La fortuna gli si dimostra amica e una vincita ad una lotteria gli cambia improvvisamente la vita. Grazie alla sua mutata condizione sociale riesce ad accedere ad un giro d'alta borghesia omosessuale.
Qui conosce Eugen, rampollo borghese di una nota famiglia bavarese. Il padre di Eugen, infatti, è proprietario di una nota tipografia della città, attualmente in cattive acque. Eugen si mostra subito attratto dalla condizione sociale di Fox, nonostante i suoi modi volgari e grossolani che non tardano a metterlo in imbarazzo davanti ai suoi amici e alla sua famiglia. I due vanno a vivere insieme ed Eugen convince Fox ad investire i suoi soldi nella tipografia di famiglia, nonché nell'acquisto di un ricco appartamento e di quadri d'autore e mobilio sfarzoso. Ben presto però la somma vinta alla lotteria comincia ad assottigliarsi...

## Analisi
Nel film Fassbinder analizza in maniera spietata e crudele il rapporto di sfruttamento capitalistico e le sue dinamiche, scegliendo come ambientazione il mondo omosessuale ipocrita e borghese della Monaco anni settanta. Scelta evidentemente non dettata solo da fattori personali (Fassbinder conosceva molto bene quel mondo e ne detestava i meccanismi), ma soprattutto dalla necessità di mostrare come i rapporti coercitivi del potere economico non stiano solo nelle mani di chi comanda, ma anche di quelle delle cosiddette "minoranze".
Tematiche del genere sono comuni ad altri film di Fassbinder, ad esempio Le lacrime amare di Petra von Kant e si ritrovano anche nel suo teatro, basti pensare al dramma del 1965 Come gocce su pietre roventi. La critica di Fassbinder, stavolta, è, però, ancora più radicale: la sua accusa al mondo omosessuale non è di semplice passività di fronte alla violenza di cui sono fatti oggetto, ma di complicità al rafforzamento di una classe economica - culturale - sociale che determina, con la propria gestione del potere, la ghettizzazione della condizione omosessuale. Scelta scomoda, che lo ha condotto spesso ad essere frainteso e odiato anche dalla stessa comunità omosessuale.
(Germania in autunno, 1977)